# Alfred Eisenstaedt
Alfred Eisenstaedt (født 6. december 1898, død 23. august 1995) var en tyskfødt amerikansk fotograf og fotojournalist. Eisenstaedt anses som en af de højst profilerede fotografer i det 20. århundrede. Han begyndte sin karriere i mellemkrigstidens Tyskland og flyttede inden 2. verdenskrig til USA, hvor han opnåede berømmelse som fotograf for LIFE Magazine, der bragte mere end 90 af Eisenstaedts billeder på forsiden af magasinet og trykte mere end 2.500 fotoserier taget af Eisenstaedt.
Blandt Eisenstaedts mest berømte fotografier er det berømte forsidebillede i LIFE, der viser en amerikansk sømand, der kysser en ung sygeplejerske på Times Square i New York City på dagen, hvor Japan overgav sig under 2. verdenskrig.

## Opvækst
Eisenstaedt blev født i byen Dirschau (i dag Tczew) i Vestpreussen i Det Tyske Kejserrige i 1898. Familien flyttede til Berlin i 1906. Eisenstaedt var i sin ungdom fascineret af fotografi og begyndte at tage billeder, da han som 14 årig fik sit første kamera, et foldekamera fra Eastman Kodak og en rulle film.
Under 1. verdenskrig gjorde han tjeneste i den tyske hærs artilleri, hvor han blev såret i 1918.
Efter krigen arbejdede han som sælger af bælter og knapper, men begyndte i 1928 at arbejde som freelance fotograf ved Pacific and Atlantic Photos' kontor i Berlin. Kontoret blev overtaget af Associated Press in 1931.

## Professionel fotograf
Fra 1929 arbejdede Eisenstaedt som fotograf på fuld tid for Pacific and Atlantic Photos (senere Associated Press) og for Illustrierte Zeitung, der blev udgivet af verdens dengang største forlag, Ullstein Verlag. Blandt sine tidlige arbejder vakte Eisenstaedt opsigt med sine billeder af det berømte første møde mellem Adolf Hitler og Benito Mussolini i Italien samt fotos af en tjener på en skøjtebane på Grand Hotel i St. Moritz (1932) og Joseph Goebbels under møde i Folkeforbundet i Geneve i 1933. Goebbels var oprindelig venlig, men da han opdagede, at Eisenstaedt fotograferede ham, fik Goebbels et skulende og fjendtligt udtryk i ansigtet.
Efter nazisternes magtovertagelse besluttede Eisenstaedts jødiske familie at emigrere til USA i 1935. Familien slog sig ned i New York City og Eisenstaedt blev amerikansk statsborger. Året efter købte Henry Luce navnet Life og grundlagde "det nye" LIFE Magazine, og Eisenstaedt, der allerede var kendt for sine arbejder i Europa, blev sammen med Margaret Bourke-White og Robert Capa tilbudt et job som en af de fire første fotografer, der blev ansat på magasinet. Han arbejdede på LIFE fra 1936 til 1972, hvor han blev kendt for sin fotojournalistik og nyheder om kendte mennesker.
Udover fotografier af entertainere og kendisser fotograferede han for LIFE politikere, filosoffer, kunstnere og erhvervsfolk. I 1972 havde han fået bragt knap 2.500 historier i magasinet, hvoraf mere en 90 billeder endte på magasinets forside. Han blev i The Grove Encyclopedia of American Art omtalt som en af de bedste af LIFEs fotografer. I tiden efter LIFE leverede han billeder til bl.a. Harper's Bazaar, Vogue og Town & Country.

### Stil og teknik
Eisenstaedt anvendte gennem det meste af sin karriere små kameraer til 35 mm film, særlig kameraer af mærket Leica. I modsætning til mange andre af datidens fotografer foretrak Eisenstaedt det lille håndholdte kamera frem for de større og tungere 4" x 5" pressekameraer med blitz, der krævede opstilling og større forberedelse. Eisenstaedt lagde vægt på, at han hurtigt kunne knipse et billede, og at hans egen indflydelse på situationen var minimal, hvorfor han også foretrak naturligt lys og ingen brug af blitz.
Eisenstaedts brug af et lille kamera og brug af naturligt lys var dengang nyskabende. Det gav ham muligheden for at skabe en afslappet og uformel atmosfære LIFE var begejstret for stilen, der dannede grundlag for udviklingen af magasinets brug af fotojournalistik. I sine billeder for LIFE var Eisenstaedt mere kendt for sine "bløde" portrætter frem for de mere hårdtslående billeder til magasinets nyhedsreportager.

## Notable fotografier taget af Eisenstaedt

### V-J dag på Times Square
Eisenstaedts mest berømte fotografi er billedet af en amerikansk sømand, der kysser en ung sygeplejerske den 14. august 1945 på Times Square. Billedet blev taget med et Leica IIIa.
Japan havde samme dag netop kapituleret og dermed reelt afsluttet 2. verdenskrig, hvilket fik en stor folkemængde på gaden i spontan fejring af krigsafslutningen og den amerikanske sejr. Eisenstaedt tog en lang række billeder på Times Square den dag og havde efter eget udsagn ikke mulighed for at indsamle detaljer om de personer han fotograferede, og identiteten af de to kyssende er således aldrig dokumenteret. Flere personer har hævdet at være personen på billedet.

### Portrætter af Marilyn Monroe og Sophia Loren
Eisenstaedt tog adskillige billeder af Marilyn Monroe for LIFE, der bragte billederne i 1953, da Monroes karriere som superstjerne og sexsymbol for alvor tog fart.
Eisenstaedt tog ligeledes en lang række billeder af en anden af datidens sexsymboler, Sophia Loren. Eisenstaedt tog billederne for LIFE i begyndelsen af 1960'erne, da Loren var på højden af sin karriere. Loren betegnede selv reportagerne i LIFE som "meget vigtige" for hendes karriere.

### Tjener på skøjter i St. Moritz
Eisenstaedts fotografi fra 1932 af en tjener på skøjter på Grand Hotel har ligeledes opnået ikonisk status. Eisenstaedt skriev om billedet: "Jeg tog et vildt billede af en tjener på skøjter. For at være sikker på, at billedet blev skarpt satte jeg en stol på isen og bad tjeneren om at skøjte forbi stolen. Jeg havde et Miroflex kamera og fokuserede på stolen."

### Familien Clinton
Eisenstaedt holdt sine ferier på øen Martha's Vineyard i 50 år. I 1993 (i en alder af 94 år) tog Eisenstaedt en serie billeder af Bill og Hillary Clinton og familiens datter Chelsea. Billedserien blev bragt i USA's største ugeblad People den 13. september 1993.

## Priser og hæder
Eisenstaedt blev i 1989 af præsident George Bush Sr. tildelt National Medal of Arts under en ceremoni på plænen i Det Hvide Hus.
Siden 1999 har Columbia University Graduate School of Journalism administreret prisen "The Alfred Eisenstaedt Awards for Magazine Photography".
Eisenstaedts fotografier indgik i udstillingen fra 1951 The Family of Man, der i 1955 blev vist på Museum of Modern Art (MoMA).

## Eksterne links
- Wikimedia Commons har flere filer relateret til Alfred Eisenstaedt
- Serie af berømte Eisenstaedt-billeder på Arkiveret 11. april 2015 hos  Wayback Machine time.com
- John F. Kennedys note til Alfred Eisenstaedt, fra gæstebog Arkiveret 18. januar 2022 hos  Wayback Machine Shapell Manuscript Foundation
- Alfred Eisenstaedt på Kunstindeks Danmark/Weilbachs Kunstnerleksikon